# Bureau des pauvres de Beauvais
Le Bureau des Pauvres est situé à Beauvais, dans le département de l'Oise.

## Historique
En 1629, les Trois Corps de Beauvais (les représentants de la municipalité, de l'évêque et du chapitre) créèrent le bureau des pauvres auquel se trouve rattachée la maladrerie Saint-Lazare. Par cet acte, les fonctions de la Maladrerie Saint-Lazare changèrent sensiblement puisqu'elle n'est plus exclusivement destinée à accueillir les malades contagieux mais également des indigents et des marginaux que l'on cherche ainsi à éloigner de l'enceinte de la cité.
L'institution du Bureau des Pauvres de Beauvais se développe progressivement dans un îlot du quartier Saint-Laurent. 
Initialement composé de bâtiments anciens, avec l'hôtel Saint-Just, datant du XIVe siècle, et sa chapelle, du XVIe siècle, le Bureau des Pauvres se développe progressivement avec la construction au XVIIIe siècle) d'un grand bâtiment (rue Buzenval) et d'un bâtiment à pan de bois (rue du 27-Juin et rue de Gesvres). Au XIXe siècle, des bâtiments reprennent les tracés anciens.
L'édifice est classé au titre des monuments historiques par arrêté du 11 décembre 1987 et inscrit partiellement par un arrêté à la même date.

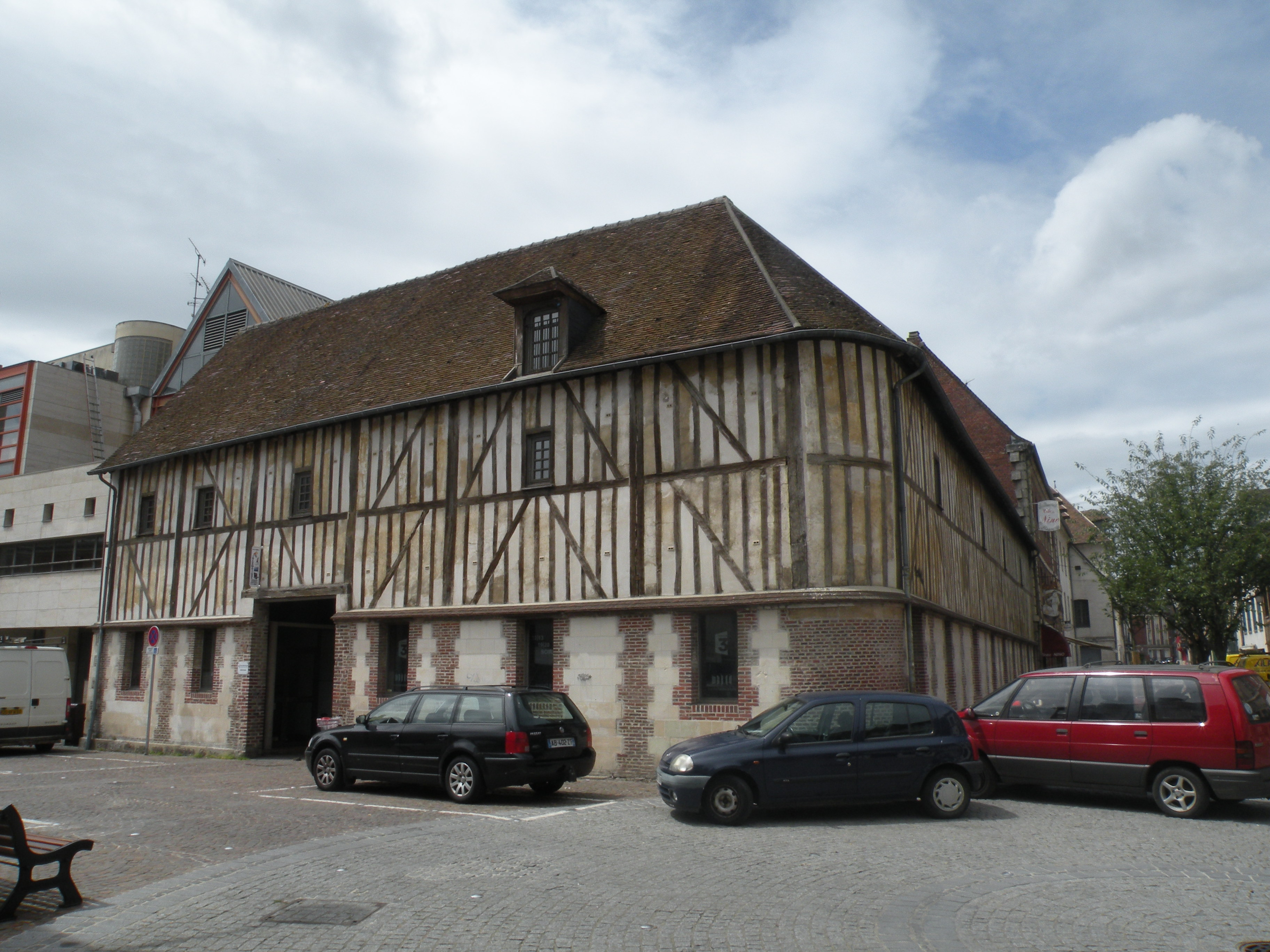
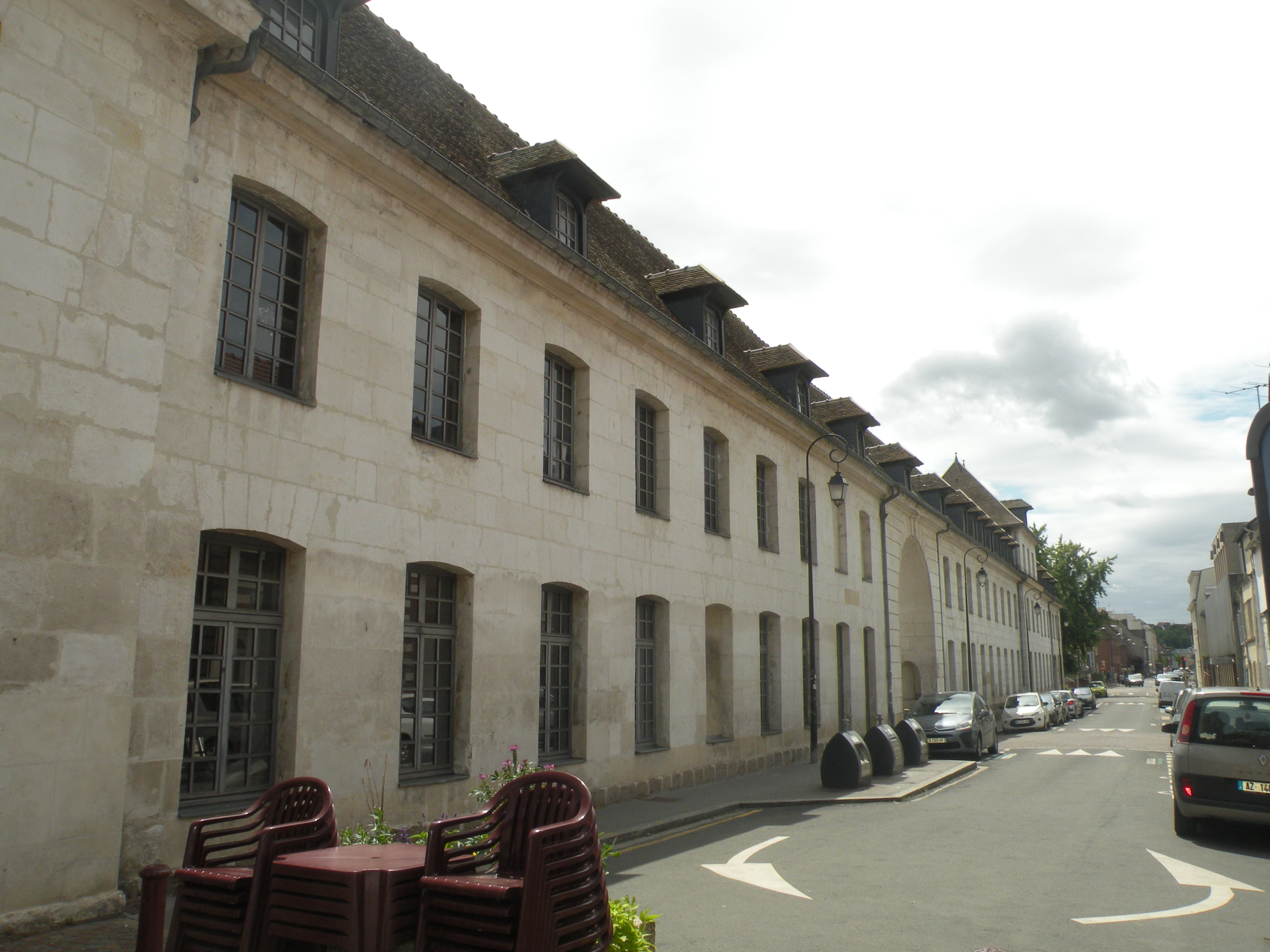
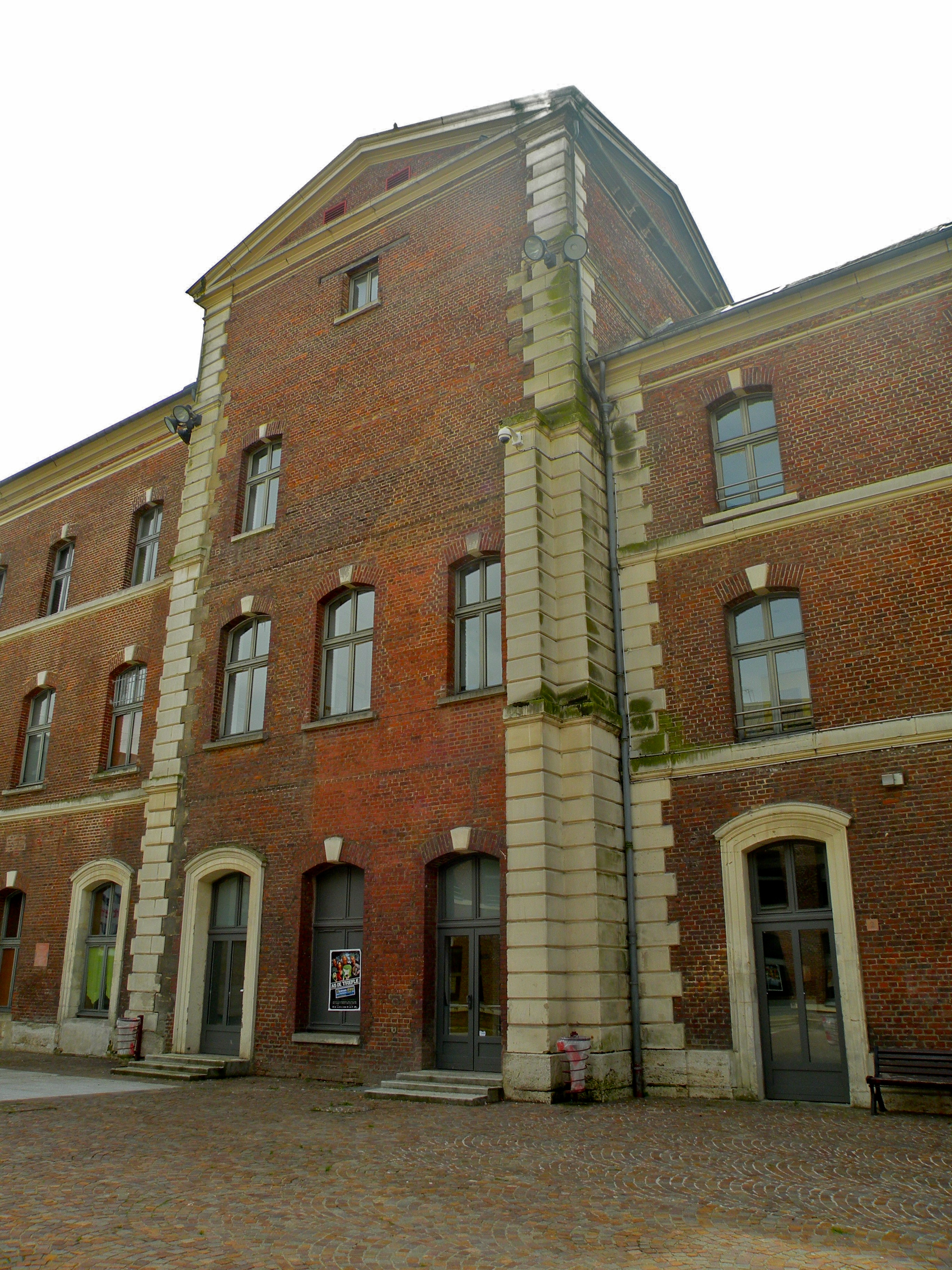
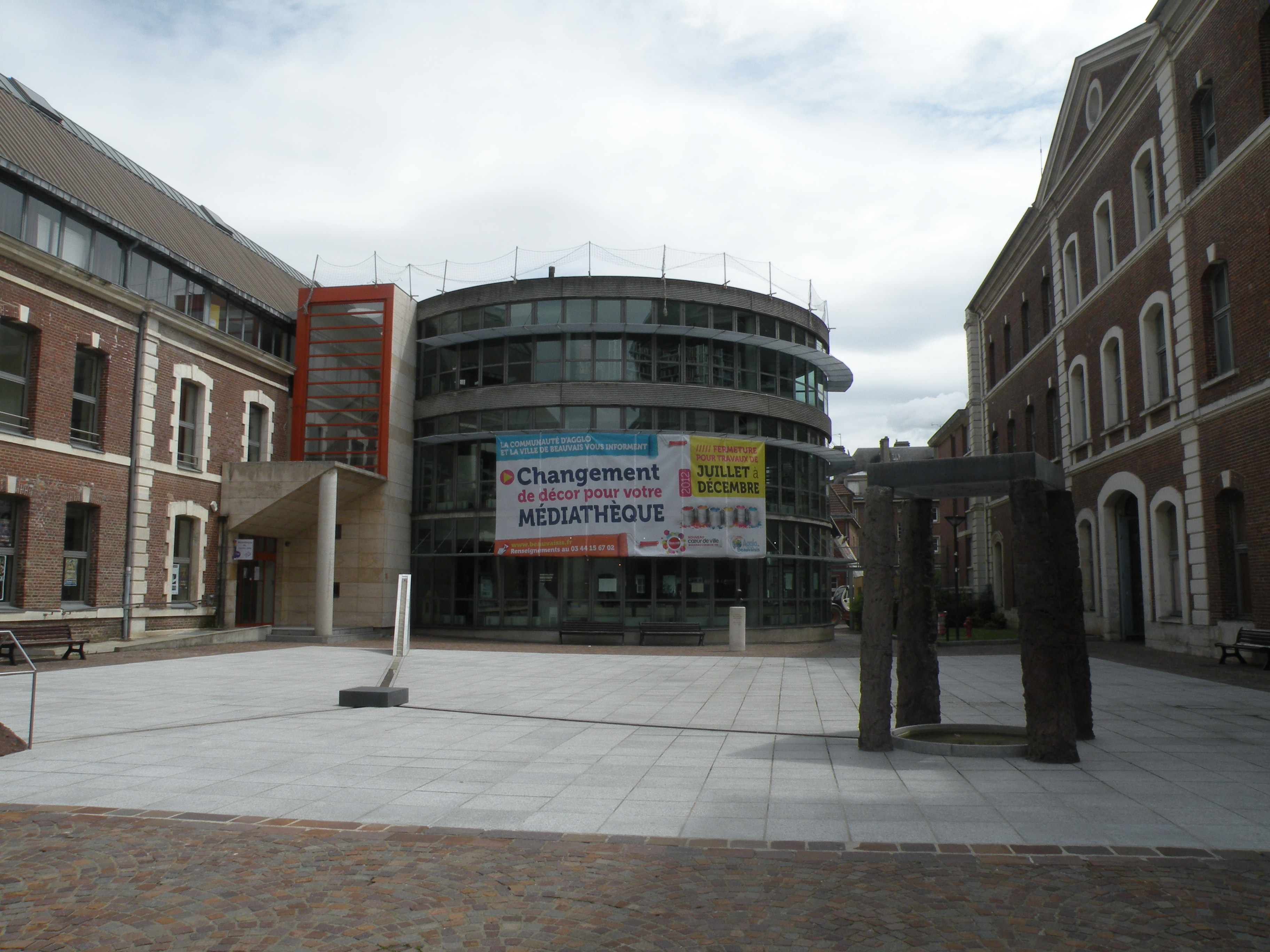
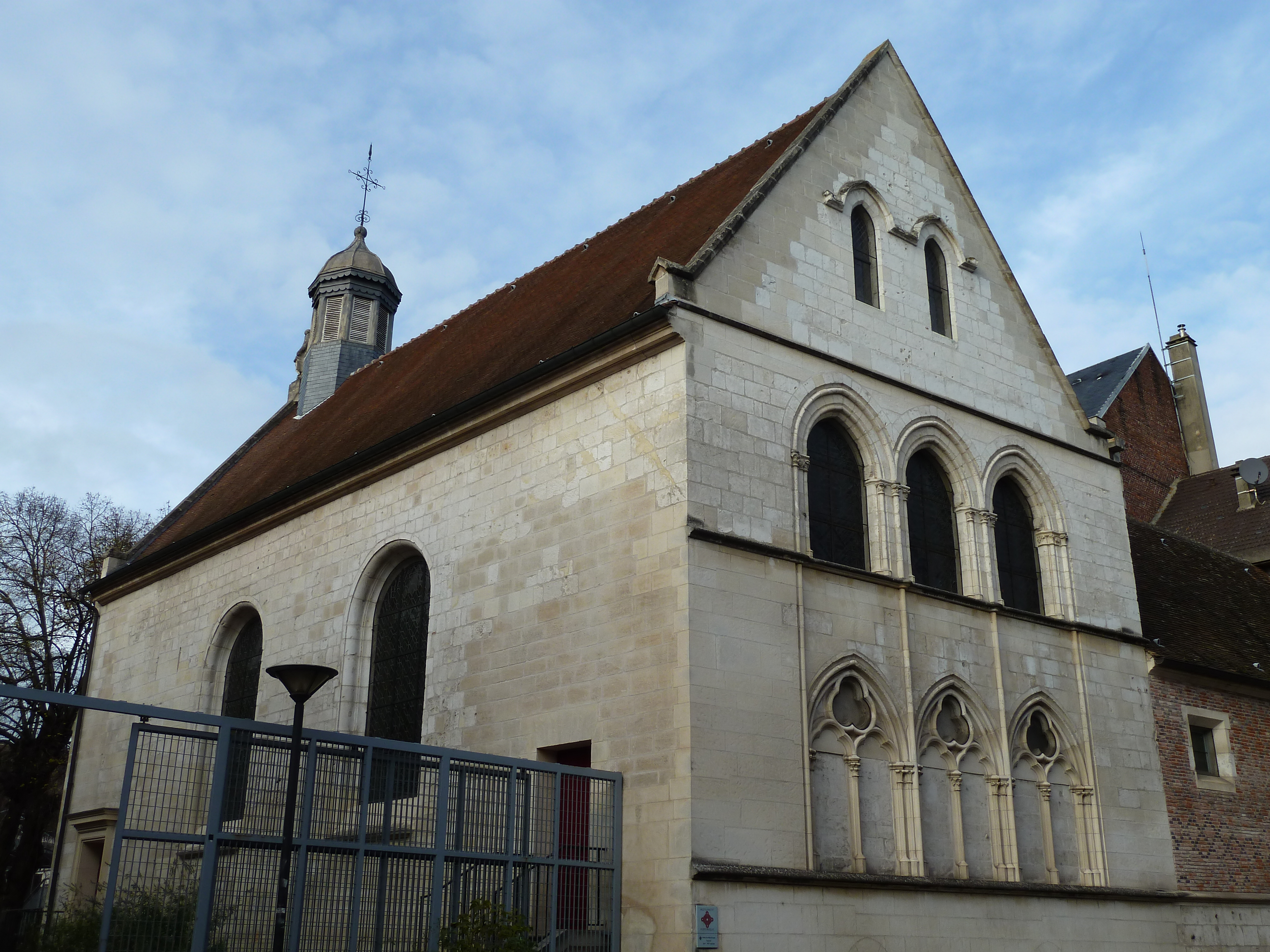
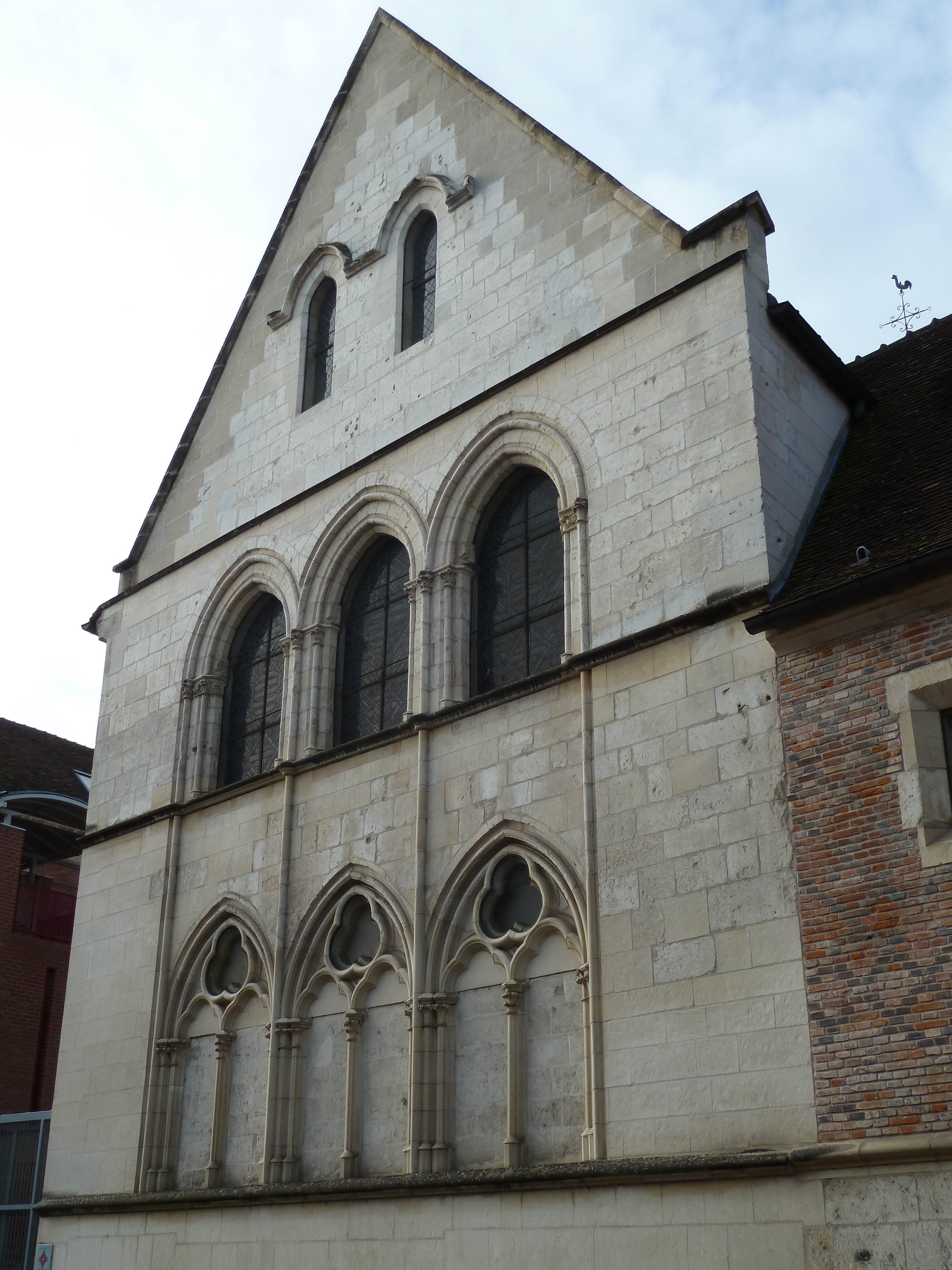